# Färgelanda
Färgelanda (em sueco: Färgelanda;  ouça a pronúncia) é uma pequena cidade da Suécia, localizada na província histórica da Dalsland.
Tem cerca de 1 986 habitantes.
É a sede do município de Färgelanda, pertencente ao condado de Västra Götaland. Está situada a 30 km a sudoeste da cidade de Mellerud.

## Economia
A economia de Färgelanda está caracterizada pela empresa IAC, que produz peças de automóvel.